# Церковь Покрова Пресвятой Богородицы (Новосибирск)
Церковь Покрова Пресвятой Богородицы — православный храм в городе Новосибирске. Относится к Новосибирской епархии Русской православной церкви. Деревянное здание церкви, единственный рубленный «в лапу» храм, уцелевший в городе после пожара 1909 года, является памятником архитектуры (с 1990 года) и находится под охраной государства.

## История церкви
Закладка церкви состоялась 16 (29) мая 1901 года на пересечении улиц Болдыревской и Гондатти (ныне – Октябрьская и Урицкого), она стала третьим храмом Новониколаевска после церкви Пророка Даниила (1898 год) и собора Александра Невского (1899 год). На месте церкви с 1895 года находился молитвенный дом. Средства на строительство поступали от местных благотворителей и церковно-приходского попечительства собора Александра Невского. Освящён новый храм был 10 (23) декабря 1901 года. Престол храма был освящён в честь Покрова Пресвятой Богородицы. Изначально церковь была приписана к приходу собора Александра Невского и только в 1913 году получила самостоятельный приход.

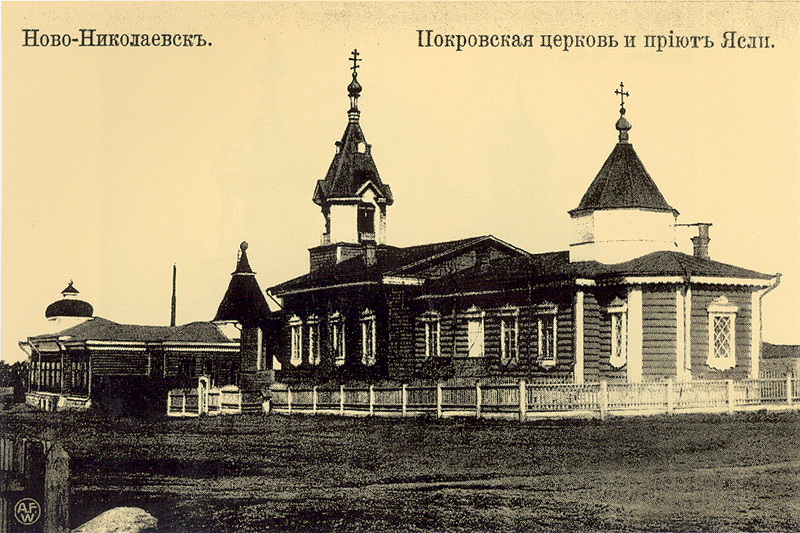
Покровская церковь и приют «Ясли»
(1913—1915 годы)

При церкви с момента постройки располагалась школа. Для обеспечения образовательного процесса в 1906 году здание было значительно расширено за счёт пристройки с западной стороны обширных классных помещений, был построен притвор с колокольней и крытые сени. 13 января 1906 года на приходском собрании было принято решение об открытии при церкви приюта «Ясли» «для постоянного призрения бесприютных детей обоего пола и для дневного ухода за малолетними детьми матерей, выходящих из дому на поденную работу». После создания приют расположился в здании церковно-приходской школы, а в 1907 году для него было построено отдельное здание. В 1910 году рядом с храмом по проекту архитектора Андрея Крячкова была построена новая двухэтажная кирпичная церковно-приходская школа.
После Октябрьской революции 1917 года церковь продолжила своё существование; в 1920-е годы часть клира и прихожан перешли в «обновленчество», оставшиеся образовали Старо-Покровскую общину. 8 марта 1938 года с церковной колокольни были сняты колокола, а 4 августа 1939 года церковь была закрыта. Здание было отдано под театральное училище, затем под дом народного творчества, позднее в нём располагались различные учреждения. В этот период колокольня над притвором и барабан с шатром и главкой над восточной частью храма были разобраны и здание утратило внешний вид храмовой постройки.
С 18 июля 1990 года церковь - памятник деревянного культового зодчества конца ХIХ – начала ХХ вв местного значения. 
В начале 1990-х годов новосибирский епископ Тихон (Емельянов) обратился к администрации Новосибирской области с ходатайством о возврате здания церкви. В 1993 году постановлением администрации Новосибирской области оно было передано в ведение Новосибирской епархии. 14 октября 1994 года храм был освящён и вновь открыт для верующих.
В 1998 году было принято решение о реконструкции ветхого деревянного здания церкви. Был разработан проект, включающий восстановление колокольни и барабана с шатровым завершением и главками. В январе 2002 года были начаты реставрационные работы. Старое здание было полностью разобрано, построен новый цокольный этаж на котором из дерева было возведено новое церковное здание полностью повторяющее своими очертаниями и деталями дореволюционную постройку. 15 февраля 2004 года состоялось малое освящение восстановленного храма.
В июне 2009 года строительные работы по реконструкции церкви были завершены. 21 июня по благословению архиепископа Тихона было совершено великое освящение храма. В престол были вложены мощи св. прмч. Акакия Нового, Сярского, Афонского. Затем состоялся крестный ход.

## Современное состояние
После реставрации храм был причислен к воинским, его настоятель является председателем епархиального отдела по взаимодействию с Вооруженными Силами. При храме действует библиотека и воскресная школа. С 2004 года начата деятельность по воцерковлению глухонемых и слабослышащих людей. Первая литургия с сурдопереводом была отслужена 2 октября 2004 года. С этого времени регулярно по субботам и праздничным дням в храме проводятся богослужения для людей с нарушением слуха. Также для таких людей при храме работает воскресная школа.
С 1998 года при храме действует сестричество оказывающее помощь Новосибирскому институту травматологии и ортопедии и военному окружному госпиталю. В 2003 году в военном госпитале была открыта часовня в честь святителя Луки (Войно-Ясенецкого), а в институте травматологии в честь Покрова Пресвятой Богородицы.
Настоятель храма с 2008 года — протоиерей Александр Матрук, ректор Новосибирского Свято-Макарьевского православного богословского института.

## Духовенство
- Настоятель храма — протоиерей Александр Матрук
- Протоиерей Виктор Демьяненко
- Протоиерей Андрей Зизо
- Иерей Сергий Матвеев
- Иерей Марк Шабалин
- Иерей Иоанн Морозов
- Диакон Николай Гладков[3]

## Святыни
- Храмовая икона Покрова Пресвятой Богородицы с частицей Ее Омофора;
- резное Распятие. В капсуле, помещенной в нижней части креста, хранится камень с горы Голгофы;
- икона Божией Матери «Казанская»;
- икона Божией Матери «Почаевская» с предстоящими святителями: Патриархом Тихоном, Спиридоном Тримифунтским, Николаем Алма-Атинским и Лукой (Войно-Ясенецким);
- икона святителя Тихона, патриарха Московского и всея Руси с частицей его мощей;
- икона святителя Луки (Войно-Ясенецкого) исповедника, архиепископа Симферопольского и Крымского, с частицей его мощей;
- икона святителя Николая, митрополита Алма-Атинского, с частицей его мощей;
- икона святого праведного воина Феодора Санаксарского (Ушакова) с частицей его мощей;
- икона блаженной Матроны Московской с частицей мощей[4].

## Примечание
1. ↑  Новосибирск, Церковь Покрова Пресвятой Богородицы. sobory.ru. Дата обращения: 4 июля 2021. Архивировано 8 января 2020 года.
2. 1 2 3  Календарь знаменательных и памятных дат по Новосибирской области, 2021 год / Государственный архив Новосибирской области ; Новосибирская государственная областная научная библиотека ; составители О. В. Выдрина и др. ; ответственный за выпуск Р. Г. Сидоров – Новосибирск : ГАУК НСО НГОНБ, 2020. – 187 с., [26] л. ил. Дата обращения: 8 марта 2023. Архивировано 24 апреля 2021 года.
3. ↑  Духовенство — Храм в честь Покрова Пресвятой Богородицы город Новосибирск Новосибирская епархия. pokrov-nsk.ru. Дата обращения: 4 июля 2021. Архивировано 9 июля 2021 года.
4. ↑  Листая страницы прошлого. Храм в честь Покрова Пресвятой Богородицы. Образование и Православие. Дата обращения: 4 июля 2021. Архивировано 19 октября 2021 года.